# بنجامين بولين
بنجامين بولين (بالإنجليزية: Benjamin Pulleyn)‏ (المتوفي في عام 1690) كان مدرسًا لإسحاق نيوتن في جامعة كامبريدج. شغل بولين منصب أستاذ الكرسي الملكي للغة اليونانية في كامبريدج بين عامي 1674-1686. كان معروفًا بأنه «داعي طلبة» وهو الشخص الذي يزيد دخله عن طريق قبول طلبة إضافيين.
التحق بولين بكلية الثالوث في كامبريدج عام 1650 كطالب عامل أي يدفع مصاريف مخفضة نظير القيام بأعمال للكلية، وتخرج في عام 1653/1654 ثم حصل على الماجستير عام 1657. أصبح بولين زميلاً لكلية الثالوث في عام 1656. وفي عام 1674، تم تعيينه أستاذ الكرسي الملكي للغة اليونانية، ثم بعد تقاعده عام 1686، أصبح عمدة لبلدة ساوثهو.